# Луї де Фюнес (троянда)
Сорт троянд Луї де Фюнеса — фр. La rose de Louis de Funès — це сорт троянд, виведений відомим французьким актором Луї де Фюнесом.

## Історія виведення
Луї де Фюнес вивів сорт троянд, після довгих днів догляду за садом. Після смерті актора сорт знайшли і назвали на честь Луї де Фюнеса.